# 로포텐 제도

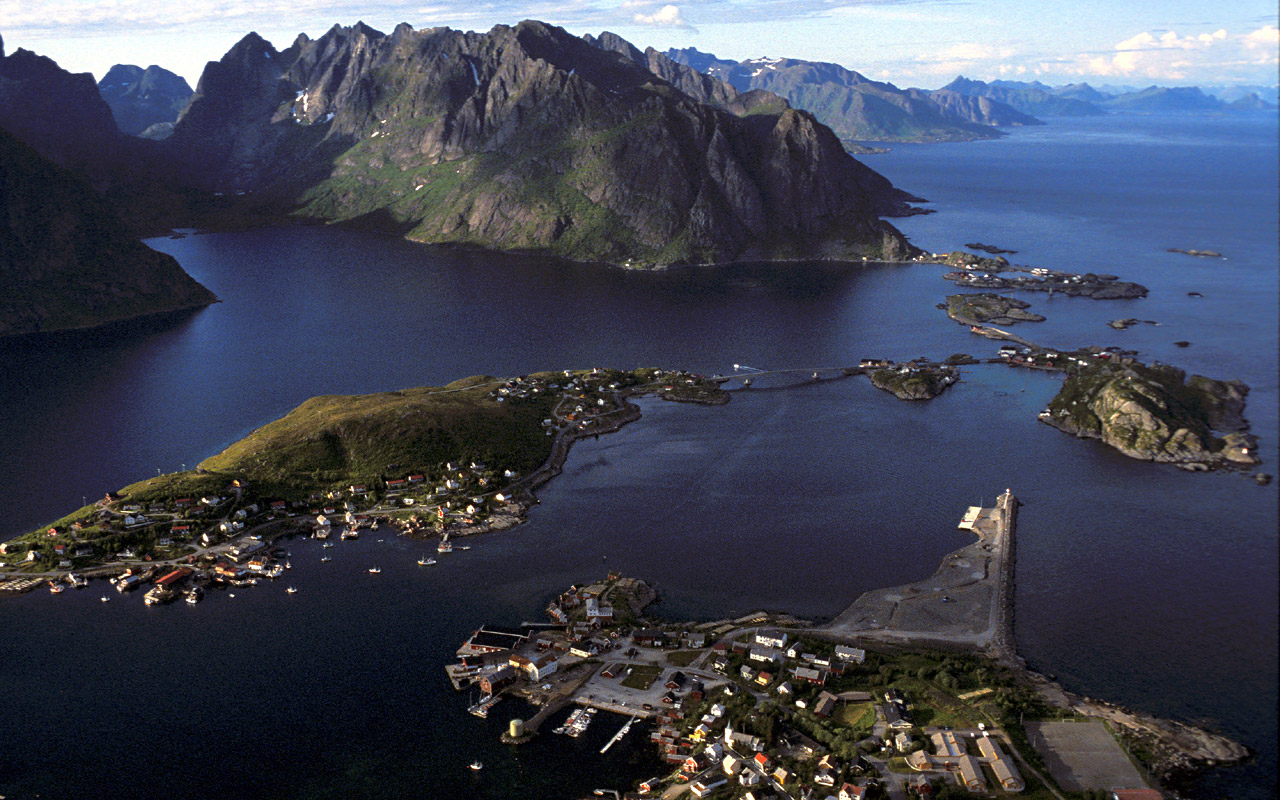

로포텐 제도(노르웨이어: Lofoten)는 노르웨이 노를란주의 군도이다. 로포텐 제도는 험준한 산과 꼭대기, 넓은 바다와 보호된 만, 해변 및 발길이 닿지않은 땅이 있는 독특한 풍경으로 유명하다.

## 미디어
- EBS 1TV : 《세계테마기행》에 소개되었음.

## 갤러리

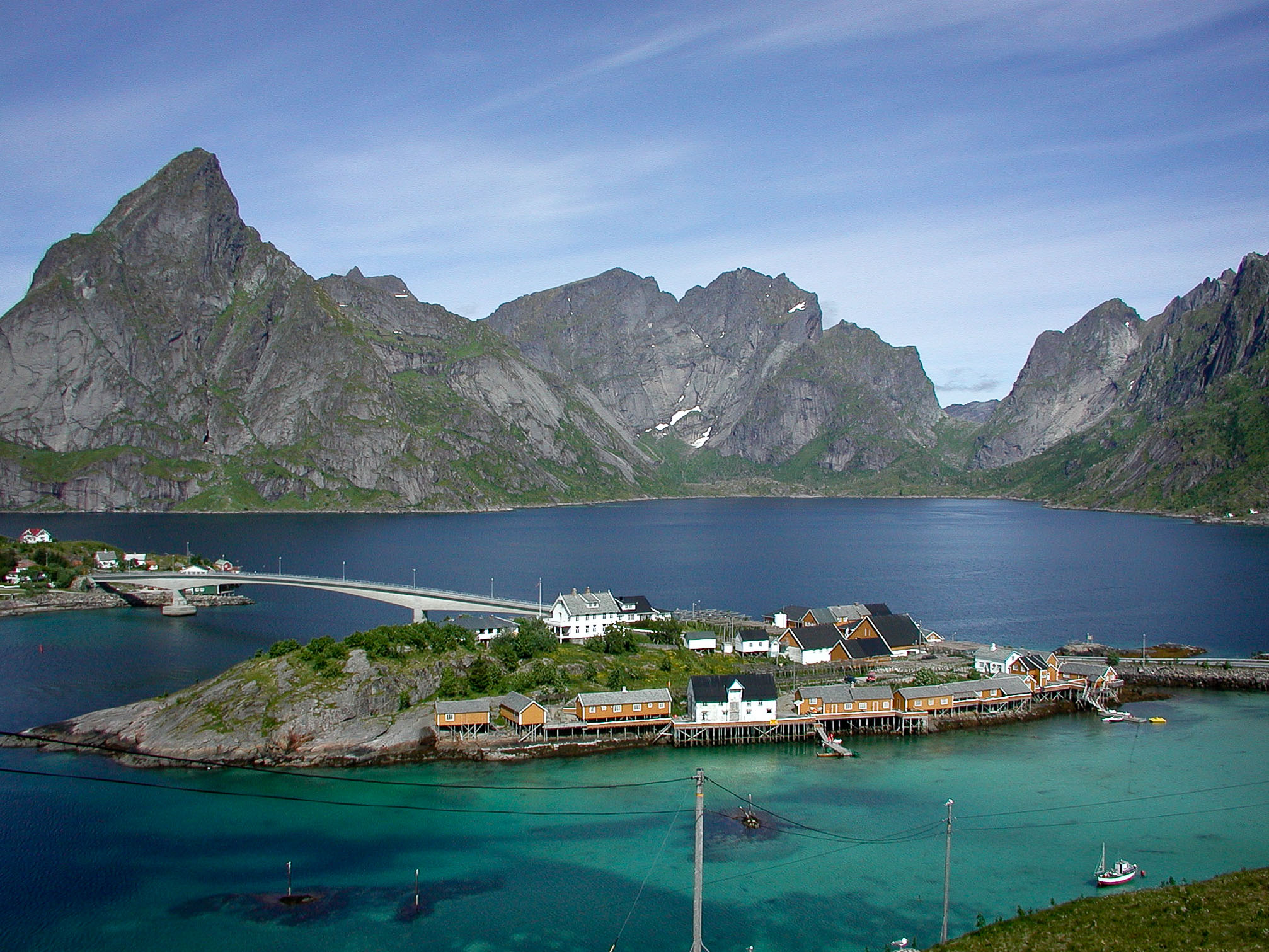
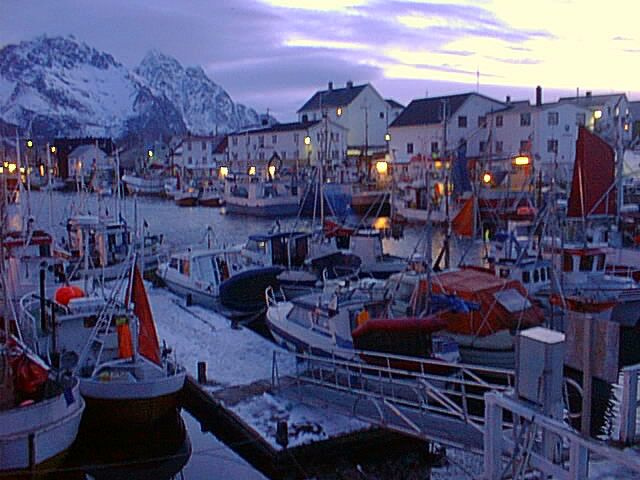
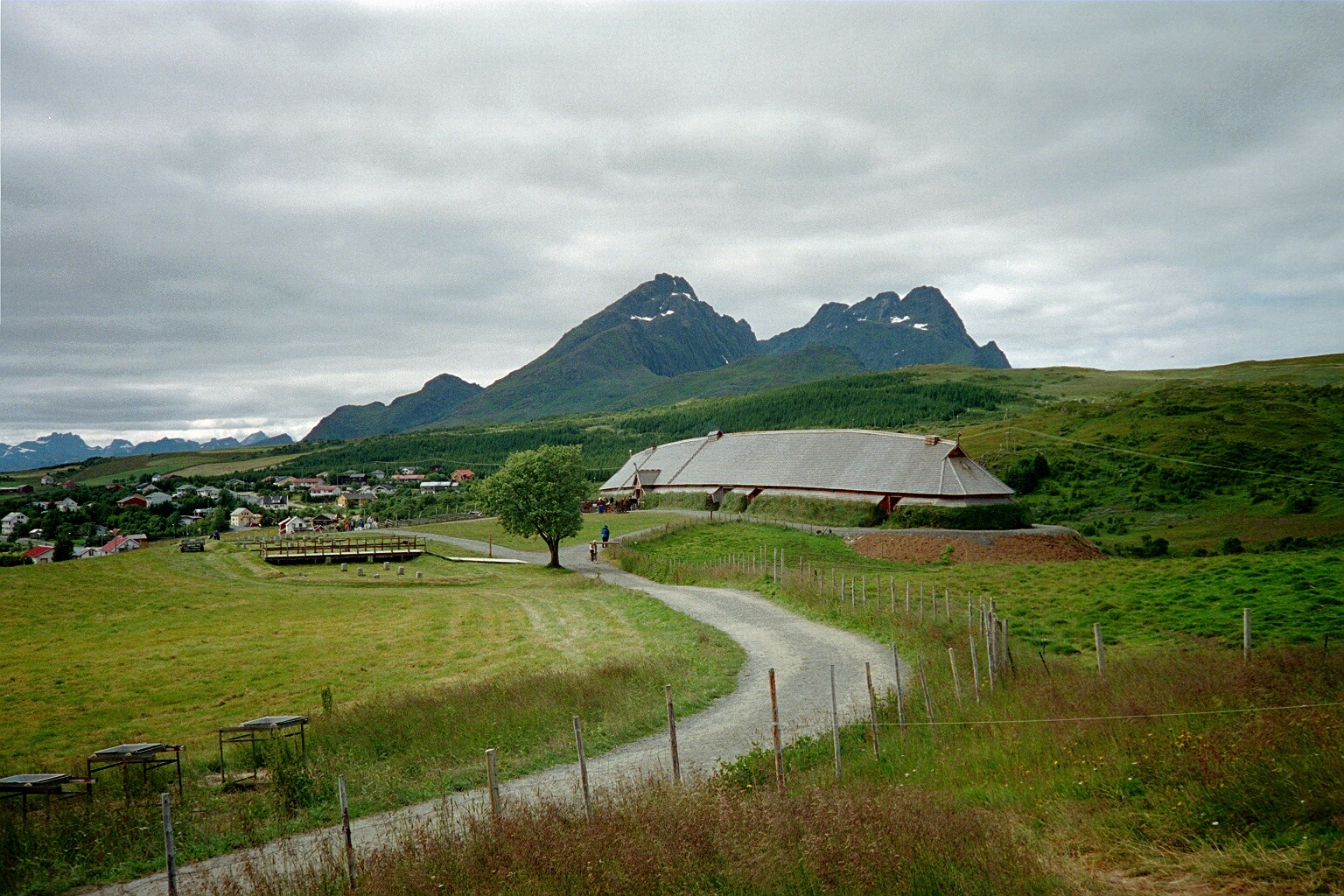
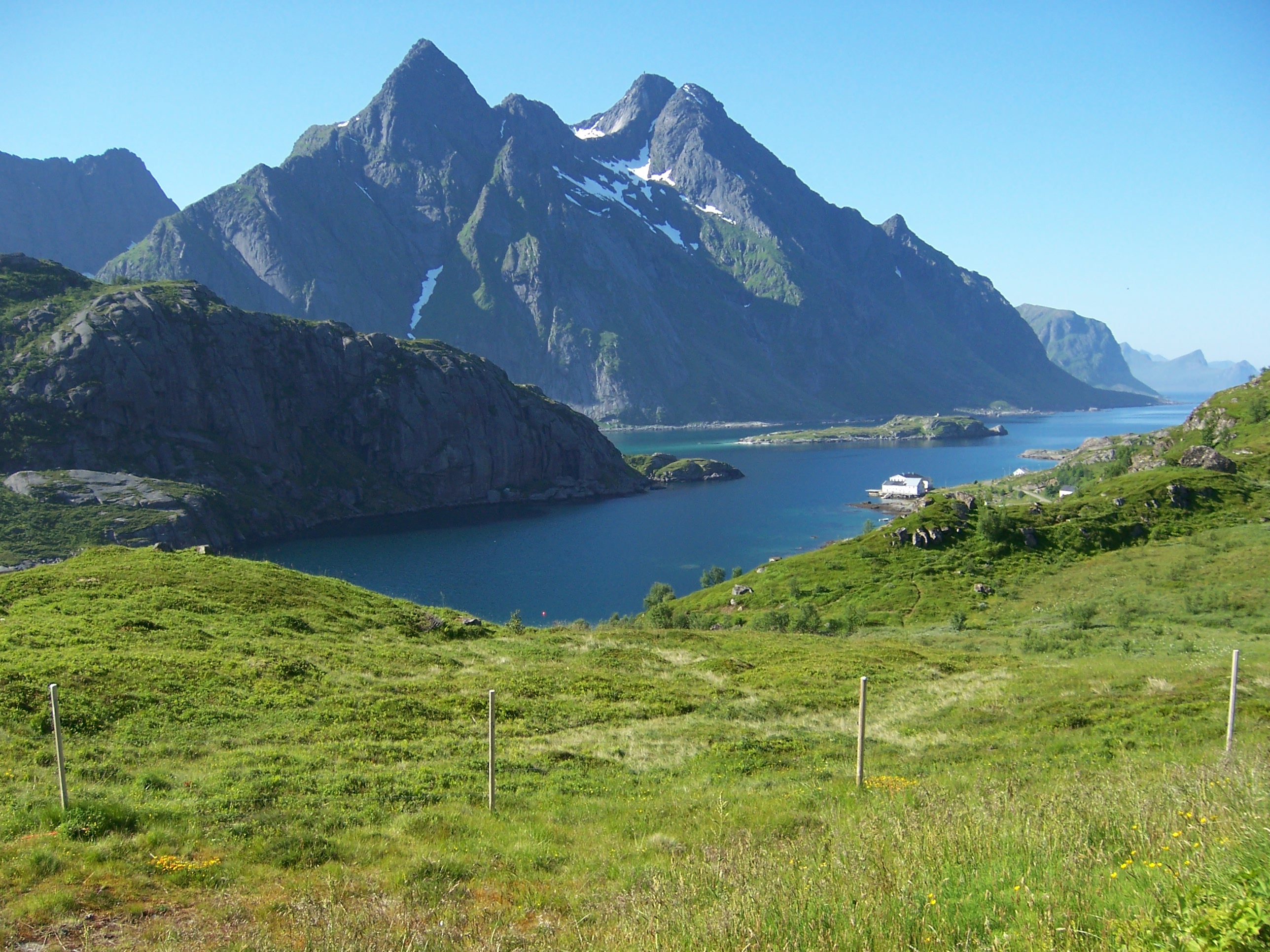
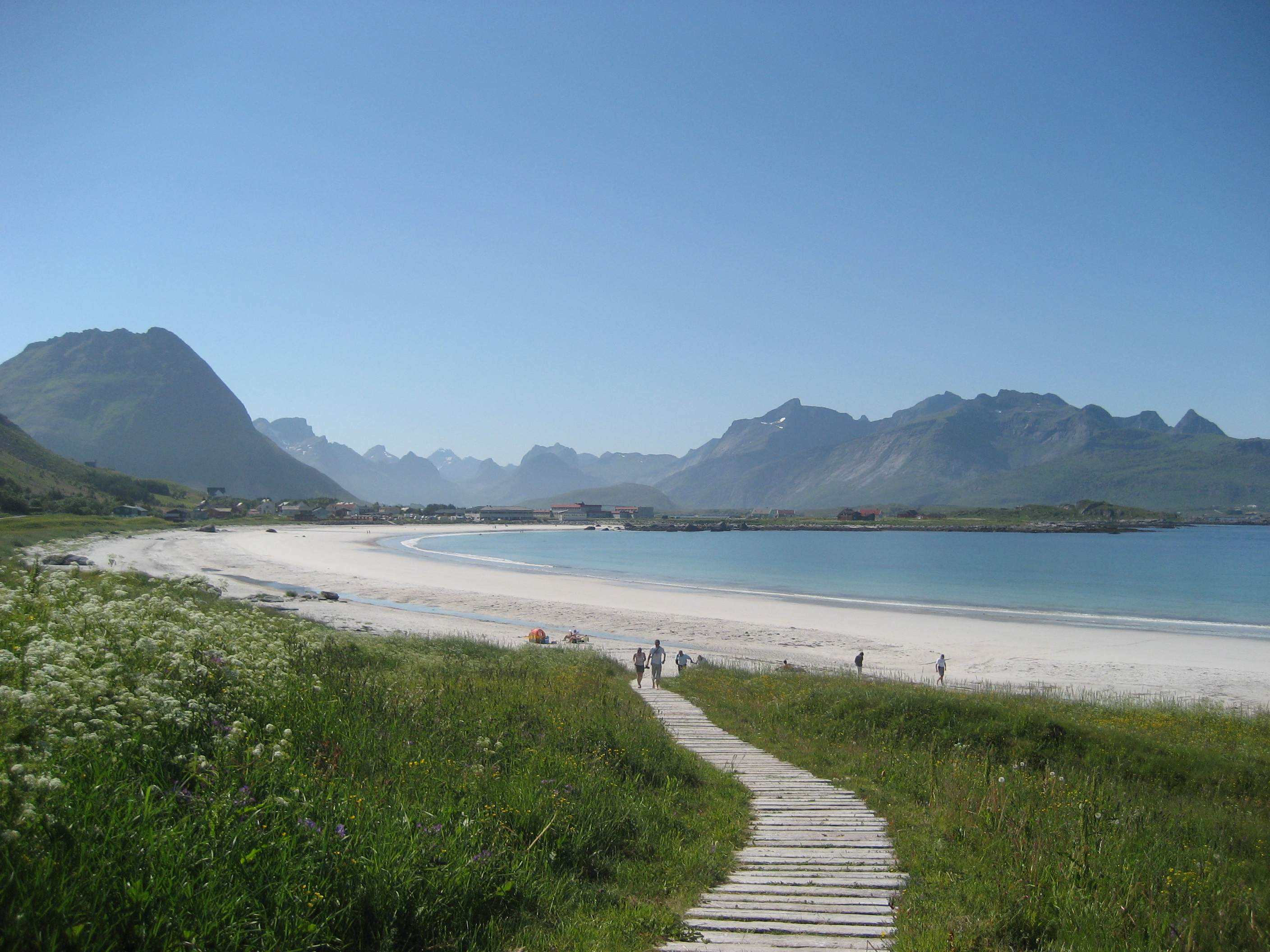
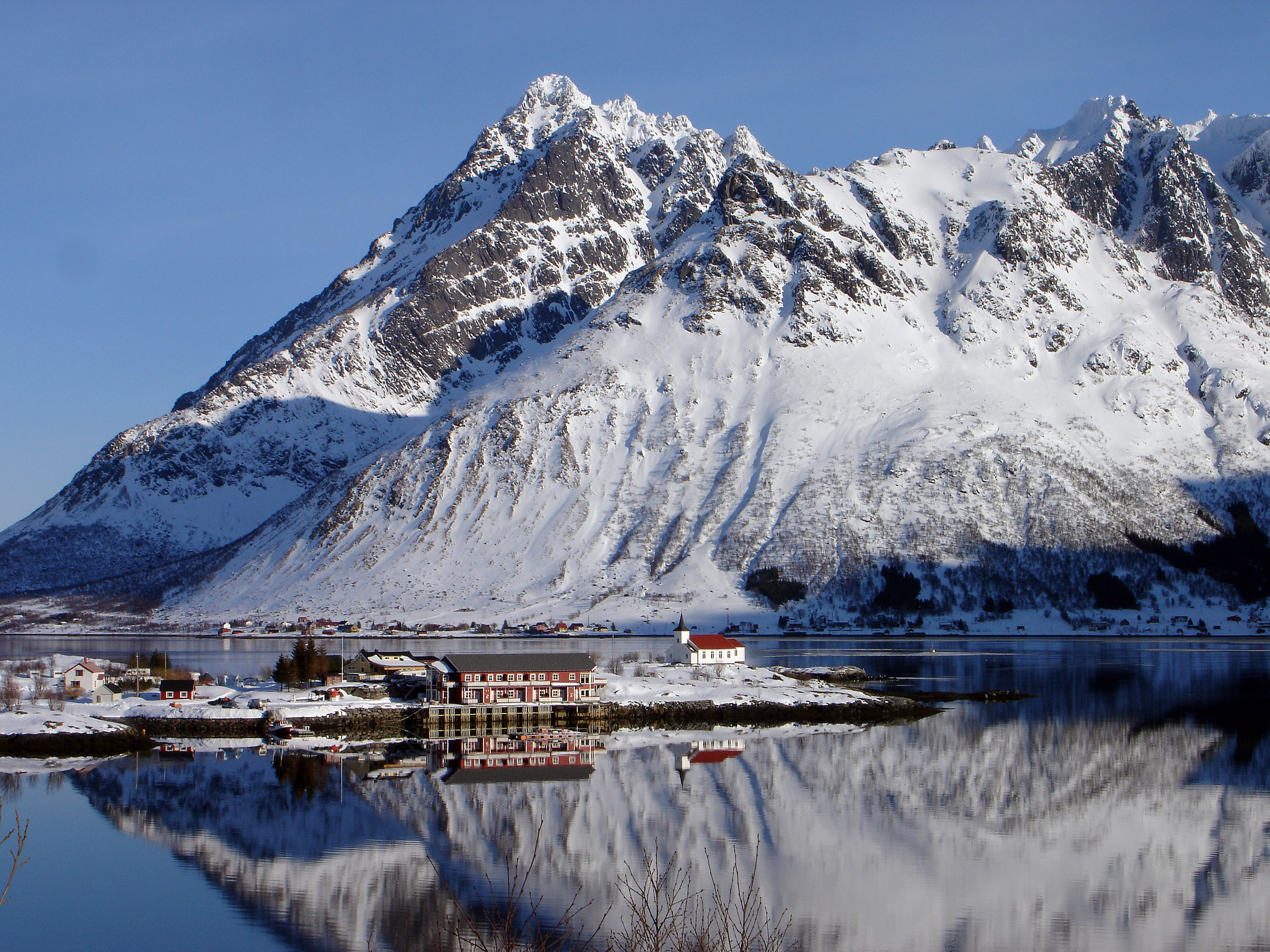
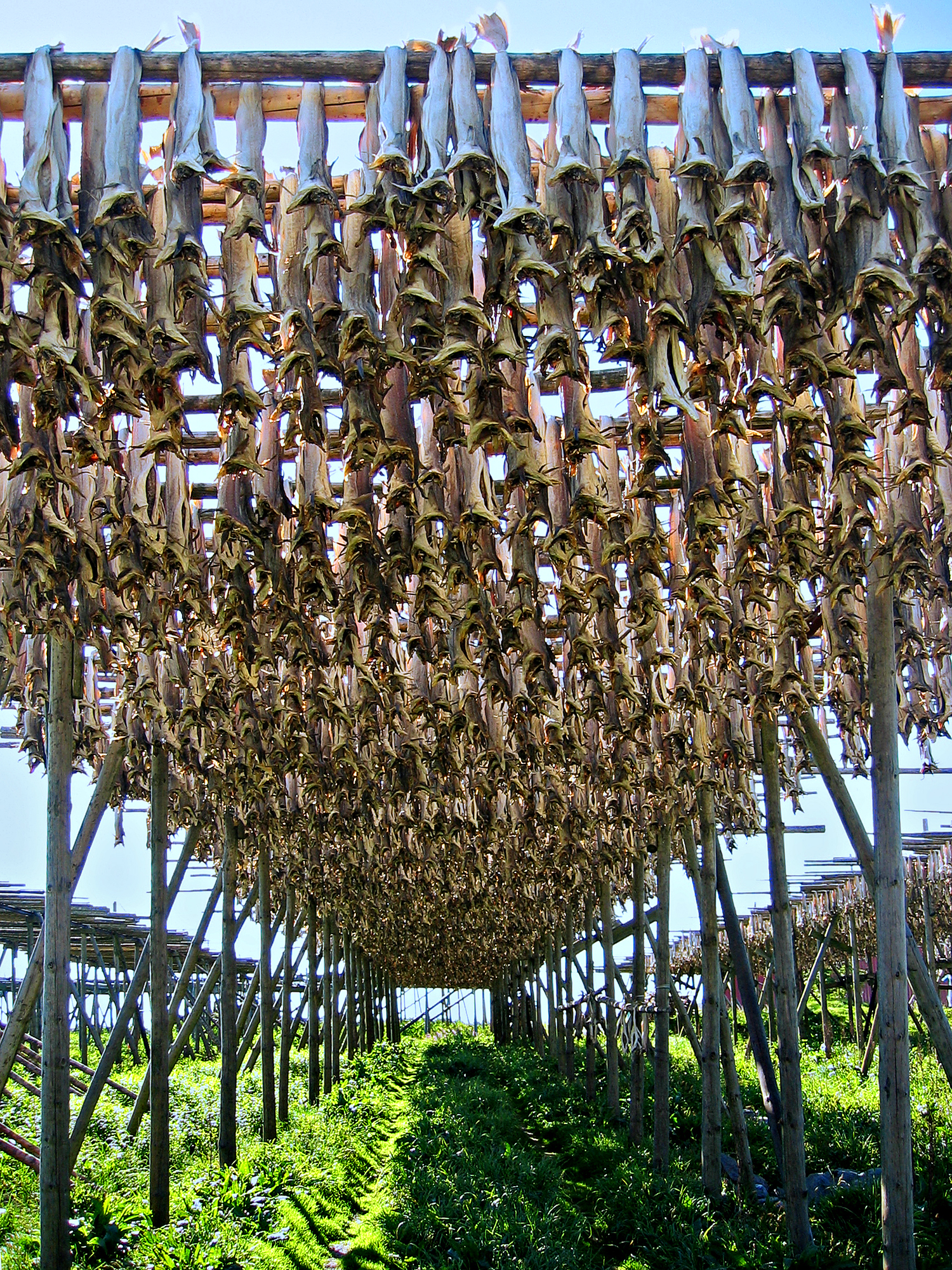

## 같이 보기
- 대서양대구